# 田代結香
田代 結香（たしろ ゆいか、1984年7月2日 - ）は、東京都稲城市出身の日本の女優、MC。
身長157cm。血液型はO型。

## 出演

### ドラマ
- 『深夜の用心棒』レギュラー（2013年、テバテレビ）
- 『深夜の用心棒〜Episode♯0〜』レギュラー（2014年、tvk）

### 映画
- 『狼少女』（2003年、監督：GISHO）
- 『AYA』（2004年、監督：大塚祐吉）
- 『コイシイ ヒト』（2009年、監督：旭井寧、主演：武蔵拳、江波戸ミロ）
- 『不良少年〜3000人の総番〜』（2012年、監督：宮野ケイジ）
- 『MAYAKASI』（2014年、監督：松井哲也）

### Vシネマ
- 踊るやくざ YAKUZA-MAN参上！（2012年、メディアスタッフビジョン）

### 舞台
- 『踊るやくざシリーズ』（2003年 - 2009年、脚本：武田直樹）レギュラー：袴田麻里菜役
- 『Life is LOVE』（2003年、構成演出：飛野悟志）
- 『ジプシー』（2004年、脚本：横内謙介）
- 『花より大好き夢絵巻』（2006年、主演：宮川大助・花子）
- 『AFTER STAGE〜舞台裏から愛を込めて〜』（2008年、脚本：高橋いさを）
- 『この道はいつか来た道』（2008年、脚本：別役実）
- 『銀幕愚連隊』（2010年、主演：若山騎一郎、仁科克基）清川虹子役
- 『AFTER STAGE〜舞台裏から愛を込めて〜』（2010年、脚本高橋いさを）
- 歌芝居『大どろぼうホッツェンプロッツ』主演（2010年、ゼッペル役）
- オペラ『魔笛』（2011年、ダーメ役）
- 一人芝居『エレベーターの鍵』（2012年）
- 『バーイ・フォー・ナウ』主演なっちゃん（2013年）
- 『読モの掟！』（2014年、大道寺役）
- 『結婚の偏差値II』（2014年、西園寺真澄役）
- 全国公演『十二夜』（2016年～2021年、オリヴィア役）
- 『朝に死す』（2017年）
- ミュージカル『お菓子放浪記』（2017年）
- 『一日だけの恋人』（2018年、名取玲子役）
- 『ら抜きの殺意』（2018年、遠部その子役）
- 『今日は明日と同じ未来』（2018年、主演）
- 『モナリザの左目』（2019年、めぐみ役）
- 『迷宮白波ホテル』（2019年、あかね役）
- 『正太くんの青空』（2019年、井上役）
- 『明日ー1945年8月8日・長崎ー』（2020年、ツル子役）
- 『唐人お吉外伝～テンヨリノオクリビト』メイン出演（2022年、トミ役）
- 『ダカソレ～だから生きていく、それでも生きていく』（2022年）
- 『蘇州夜曲2022』(2022年)
- 『石川五右衛門』メイン出演（2022年、おね役）
- 『遠き日の落球 2024 あの時から続いているから今なんだ…』（2024年）[1]
- 『また逢おうと竜馬は言った』（2025年）[2]

### MC
- 『ニコロデオン』イベントMC多数（2007年 - 2009年、東京ビッグサイト他）
- 雑誌『nicola』イベントMC（2007年、TFTビル）
- 川崎信用金庫主催：劇団飛行船『ピーターパン』MC（2008年）
- 『ケロロ軍曹クイズショー』イベントMC（2008年）
- 『たまごっち』イベントMC（2009年、ゲスト：ならゆりあ）
- 『たまごっちみゅーじかる』＆『たまごっちクイズショー』MC（2010年、幕張メッセ他）
- 『たまごっちEXSPO2010』メインMC（2010年、池袋サンシャインシティ）
- 『天装戦隊ゴセイジャーショー』MC（2010年）
- 次世代ワールドホビーフェア『たまごっちミュージッククイステージ』MC（2011年、幕張メッセ）
- 『たまごっちみゅーじかる』MC（2011年、北とぴあ他）
- 『スイートプリキュア♪ショー』MC（2011年、東京ビッグサイト）
- 『たまごっちEXSPO2011』メインMC（2011年、池袋サンシャインシティ）
- 『たまごっち』イベントMC（2012年、東京ビッグサイト、ゲスト：Dream5）
- 『スマイルプリキュア!ショー』MC（2012年、東京ビッグサイト）
- 『忍たま乱太郎クイズショー』MC（2012年〜）
- 『おしりかじり虫ショー』MC（2012年〜2016年）
- 『たまごっちEXSPO2013』メインMC（2013年、池袋サンシャインシティ）
- 『東京おもちゃショー』バンダイブースMC（2014年、東京ビッグサイト）
- 『忍たま乱太郎六刀流の段』MC（2014年～）
- 『忍たま乱太郎サウンド・オブ・ミュージカルの段』MC（2014年～）
- NHKBSプレミアム『ワラッチャオ！』イベントMC（2014年～）
- 全国菓子大博覧会　森永製菓ブースMC（2017年）
- ノンタンみんなと遊ぼうMC（2018年～）